# Blüthner
Julius Blüthner Pianofortefabrik GmbH — виробник фортепіано в Лейпцигу, Німеччина. Поряд із C. Bechstein, Bösendorfer та Steinway & Sons, Блютнера часто називають одним із виробників фортепіано «великої четвірки».

## Історія

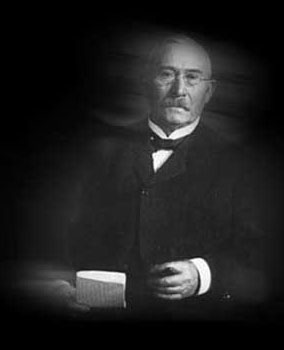
Засновник Юліус Блютнер

Джуліус Блютнер заснував свою майстерню в Лейпцигу в 1853 році після тривалої та важкої кампанії з отримання громадянства Лейпцига.
До 1900 року Блютнер став найбільшим виробником фортепіано в Німеччині, виробляючи близько 5000 інструментів щороку. Такі інновації, як аліквотна струна, циліндричні деки та кутові молотки, створили унікальний тембр інструментів Blüthner.
Власники Адольф Макс Блютнер, доктор Пауль Роберт та Віллі Бруно Генріх були нагороджені імператорським та королівським ордером на призначення до суду Австро-Угорщини .
У 1936 році Блютнер був обраний для побудови піаніно для дирижабля «Гінденбург» .
Під час Другої світової війни фабрика Блютнера була знищена в результаті повітряного нальоту в 1942 році
Після війни Рудольф Блютнер-Гесслер відновив компанію, і в 1948 році виробництво фортепіано було остаточно відновлено.
У 1972 році компанія була націоналізована урядом Східної Німеччини, але завдяки тому, що Інгберт Блютнер-Гесслер залишився керуючим директором компанії, компанія змогла продовжити виробництво фортепіано.
З падінням Берлінської стіни в 1989 році та возз'єднанням Німеччини в 1990 році сім'я Блютнер нарешті змогла відновити контроль над компанією. Інгберт Блютнер-Гесслер реорганізувала компанію шляхом збільшення виробничих потужностей та модернізації виробничого процесу.
З 1994 по 1997 рр. У Штормталі поблизу Лейпцига будувався новий завод.
З 1995 року Інгберт Блютнер-Гесслер розділив керівництво компанії зі своїми двома синами, д-ром Крістіаном Блютнер-Гесслером та Кнутом Блютнер-Гесслером.
У 2009 році фортепіанна компанія Karl Rönisch об'єдналася з Blüthner, а виробництво Karl Rönisch було перенесено на фабрику Blüthner в Лейпцигу .

## Поточні моделі роялів
| Модель | Довжина         |
| ------ | --------------- |
| 1      | 280 см (9'2 ")  |
| 2      | 238 см (7'8 ")  |
| 4      | 210 см (6'10 ") |
| 6      | 190 см (6'3 ")  |
| 10     | 166 см (5'5 ")  |
| 11     | 154 см (5'1 ")  |

## Поточні моделі піаніно
| Модель | Висота          |
| ------ | --------------- |
| S      | 145 см (57,3 ") |
| B      | 132 см (52,2 ") |
| A      | 124 см (49 ")   |
| C.     | 118 см (46,2 ") |
| D      | 116 см (45,7 ") |

## Зняті з виробництва фортепіанні моделі
Список моделей роялей, які більше не випускаються:
| Модель               | Довжина                        |
| -------------------- | ------------------------------ |
| Стиль IV             | 150 см (4'11")                 |
| Стиль IVa            | 165 см (5'5")                  |
| Стиль V              | 175 см (5'9")                  |
| Стиль VI (Аліквот)   | 175 см (5'9")                  |
| Стиль VII            | 190 см (6'3")                  |
| Стиль VIII (Аліквот) | 190 см (6'3")                  |
| Стиль IX             | 200 см — 211 см (6'7 «- 6'11») |
| Стиль X              | 234 см (7'8")                  |
| Стиль XI             | 274 см (9')                    |
| Стиль XII            | 190 см (6'3")                  |

## Визначні піаністи, що грали на роялях Блютнера

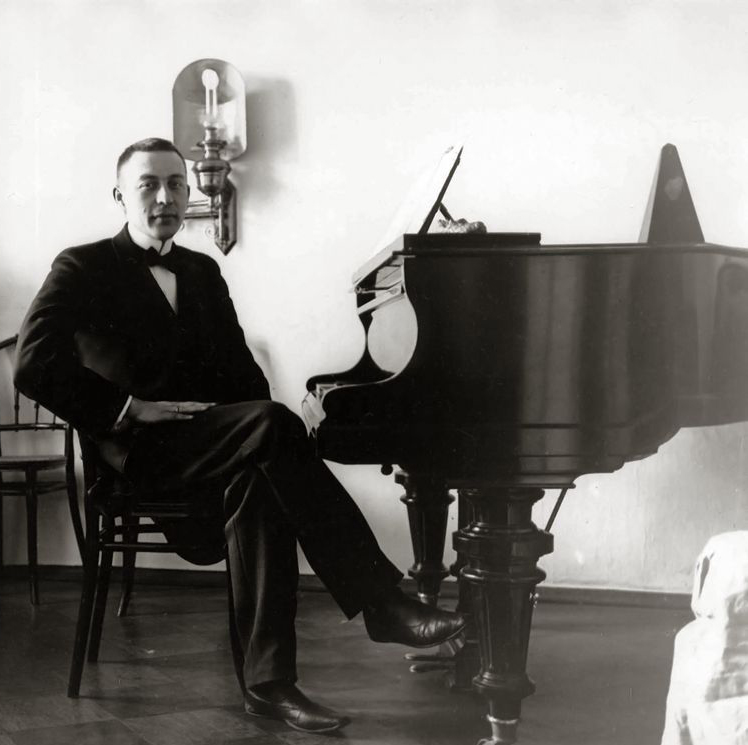
Сергій Рахманінов з фортепіано Блютнера. Фото бл. 1905 рік

Численні королівські особи, композитори, диригенти, художники, автори та виконавці володіли фортепіано Блютнер. До них належать Вільгельм II, імператор Франц Йосиф I, Йоганнес Брамс, Густав Малер, Ліберас, Бела Барток, Клод Дебюссі, Джордж Формбі, Доді Сміт, Макс Регер, Річард Вагнер, Йоганн Штраус, Петро Ілліч Чайковський, Дмитро Шостакович, Петронел Малан . Сергій Рахманінов прокоментував, що «Є лише дві речі, які я взяв із собою, вирушаючи до Америки … моя дружина і мій дорогий Блютнер».
Blüthners також використовуються в популярній музиці. Рояль Blüthner, яке належало студії Abbey Road в Лондоні, було використано на деяких треках альбому The Beatles Let It Be (1970), зокрема, у хітах «Let It Be» та «The Long and Winding Road». Роялі Blüthner також використовували у фільмах «Гаслайт» (1944) та «Стінг» (1973) а одного зіграв Ганнібал Лектер у фільмі « Ганнібал» . Ще одне, трюк-фортепіано, було знищено в Iron Man (2008). Рояль Blüthner також з'являється в біографічному фільмі Коула Портера 2004 року «De-Lovely» у сценах квартир у Венеції.